# Baie de Tumaco
La baie de Tumaco (espagnol : bahía de Tumaco) est une baie de l'océan Pacifique située au sud-ouest de la Colombie. Elle baigne la ville de Tumaco, port du département de Nariño.

## Histoire
La baie est visitée par des européens pour la première fois probablement par les espagnols Diego de Almagro et Francisco Pizarro. En route pour le Pérou depuis la ville de Panama, ils explorent la côte Pacifique colombienne, très insalubre, pendant quatre ans et en 1529 arrivent à l'île du Coq, dans la baie de Tumaco.

## Géographie
La baie de Tumaco se situe à l'ouest du département de Nariño, dans l'océan Pacifique. Sur la côte sud de la baie se trouve la ville de Tumaco. Sa largeur est d'approximativement 17 km.